# Заборьевское сельское поселение (Рязанская область)
Забо́рьевское се́льское поселе́ние — муниципальное образование в Рязанском районе Рязанской области.
Административный центр — село Заборье.

## История
Заборьевское сельское поселение образовано в 2006 г.

## Состав сельского поселения
| №  | Населённый пункт | Тип населённого пункта       | Население |
| -- | ---------------- | ---------------------------- | --------- |
| 1  | Агро-Пустынь     | село                         | ↘565      |
| 2  | Борисково        | село                         | ↘58       |
| 3  | Деулино          | деревня                      | ↘110      |
| 4  | Заборье          | село, административный центр | ↗1617     |
| 5  | Картаносово      | село                         | ↘48       |
| 6  | Кельцы           | деревня                      | 19        |
| 7  | Ласково          | село                         | 27        |
| 8  | Ласковский       | посёлок                      | 401       |
| 9  | Лесохим          | посёлок                      | 2         |
| 10 | Отводное         | деревня                      | 11        |
| 11 | Передельцы       | посёлок                      | 39        |
| 12 | Полково          | деревня                      | ↘555      |
| 13 | Поповка          | посёлок                      | 8         |
| 14 | Приозёрный       | посёлок                      | 225       |
| 15 | Требухино        | деревня                      | 18        |